# Polymixis hadenina
Polymixis hadenina là một loài bướm đêm trong họ Noctuidae.